# Canoa/kayak ai Giochi della XXVIII Olimpiade - Slalom K1 maschile

## Risultati
Tutti i 25 canoisti hanno effettuato due discese di qualificazione; i 20 atleti con la migliore somma tra i due tempi si sono qualificati per la semifinale; da qui i primi 10 sono arrivati in finale. Le discese di qualificazione si sono svolte il 19 agosto, mentre semifinale e finale il 20 agosto.
| Rank | Atleta                               | Qualificazioni | Qualificazioni | Qualificazioni | Qualificazioni | Semifinale | Semifinale | Finale | Finale |
| Rank | Atleta                               | Discesa 1      | Discesa 2      | Totale         | Rank           | Tempo      | Rank       | Tempo  | Totale |
| ---- | ------------------------------------ | -------------- | -------------- | -------------- | -------------- | ---------- | ---------- | ------ | ------ |
|      | Benoît Peschier Francia              | 99.33          | 95.04          | 194.37         | 8              | 93.93      | 2          | 94.03  | 187.96 |
|      | Campbell Walsh Gran Bretagna         | 91.25          | 97.73          | 188.98         | 2              | 93.68      | 1          | 96.49  | 190.17 |
|      | Fabien Lefèvre Francia               | 95.00          | 95.80          | 190.80         | 4              | 95.13      | 6          | 95.86  | 190.99 |
| 4    | David Ford Canada                    | 101.30         | 98.57          | 199.87         | 16             | 95.83      | 7          | 96.75  | 192.58 |
| 5    | Thomas Schmidt Germania              | 93.28          | 97.36          | 190.64         | 3              | 95.11      | 5          | 97.82  | 192.93 |
| 6    | Scott Parsons Stati Uniti            | 98.15          | 100.06         | 198.21         | 14             | 96.82      | 9          | 97.94  | 194.76 |
| 7    | Grzegorz Polaczyk Polonia            | 97.97          | 97.49          | 195.46         | 12             | 94.74      | 4          | 101.83 | 196.57 |
| 8    | Sam Oud Paesi Bassi                  | 107.27         | 95.41          | 202.68         | 20             | 94.46      | 3          | 102.82 | 197.28 |
| 9    | Warwick Draper Australia             | 99.69          | 101.41         | 201.10         | 18             | 97.03      | 10         | 100.40 | 197.43 |
| 10   | Uroš Kodelja Slovenia                | 102.24         | 97.99          | 200.23         | 17             | 96.68      | 8          | 104.93 | 201.61 |
|      |                                      |                |                |                |                |            |            |        |        |
| 11   | Carles Juanmartí Spagna              | 99.47          | 96.61          | 196.08         | 13             | 97.73      | 11         |        |        |
| 12   | Ján Šajbidor Slovacchia              | 95.13          | 99.76          | 194.89         | 10             | 97.77      | 12         |        |        |
| 13   | Helmut Oblinger Austria              | 94.25          | 98.94          | 193.19         | 7              | 98.02      | 13         |        |        |
| 14   | Ondřej Raab Rep. Ceca                | 98.54          | 95.96          | 194.50         | 9              | 98.13      | 14         |        |        |
| 15   | Brett Heyl Stati Uniti               | 95.68          | 96.61          | 192.29         | 5              | 100.28     | 15         |        |        |
| 16   | Lazar Popovski Macedonia             | 96.92          | 96.14          | 193.06         | 6              | 100.80     | 16         |        |        |
| 17   | Floris Braat Paesi Bassi             | 97.96          | 97.18          | 195.14         | 11             | 101.39     | 17         |        |        |
| 18   | Benjamin Kudjow Thomas Boukpeti Togo | 96.99          | 101.93         | 198.92         | 15             | 102.42     | 18         |        |        |
| 19   | Pierpaolo Ferrazzi Italia            | 99.70          | 102.23         | 201.93         | 19             | 103.07     | 19         |        |        |
| 20   | Michael Kurt Svizzera                | 94.30          | 92.49          | 186.79         | 1              | 103.20     | 20         |        |        |
|      |                                      |                |                |                |                |            |            |        |        |
| 21   | Eoin Rheinisch Irlanda               | 105.25         | 98.81          | 204.06         | 21             |            |            |        |        |
| 22   | Dinko Mulić Croazia                  | 102.71         | 108.05         | 210.76         | 22             |            |            |        |        |
| 23   | Emir Šarganović Bosnia ed Erzegovina | 111.26         | 105.04         | 216.30         | 23             |            |            |        |        |
| 24   | Alexandros Dimitriou Grecia          | 122.87         | 113.34         | 236.21         | 24             |            |            |        |        |
| 25   | Jens Ewald Germania                  | 150.69         | 99.40          | 250.09         | 25             |            |            |        |        |